# Yuliya Fomenko
Yuliya Fomenko o Ioulia Fomenko (en ruso: Юлия Фоменко) (Azov, Rusia, 14 de enero de 1981) es una nadadora retirada especializada en pruebas de estilo espalda. Fue medalla de bronce en la prueba de 200 metros espalda durante el Campeonato Europeo de Natación de 1999.
Representó a Eslovenia en los Juegos Olímpicos de Sídney 2000.

## Palmarés internacional
| Campeonato Europeo de Natación | Campeonato Europeo de Natación | Campeonato Europeo de Natación | Campeonato Europeo de Natación |
| Año                            | Lugar                          | Medalla                        | Prueba                         |
| ------------------------------ | ------------------------------ | ------------------------------ | ------------------------------ |
| 1999                           | Estambul ( Turquía)            | Medalla de bronce              | 200 m espalda                  |